# 19463 Emilystoll
19463 Emilystoll è un asteroide della fascia principale. Scoperto nel 1998, presenta un'orbita caratterizzata da un semiasse maggiore pari a 2,7478329 UA e da un'eccentricità di 0,0447751, inclinata di 2,12531° rispetto all'eclittica.